# NGC 6562
NGC 6562 (również PGC 61376) – zwarta galaktyka (C), znajdująca się w gwiazdozbiorze Smoka. Odkrył ją Lewis A. Swift 8 czerwca 1885 roku.